# Vadime Elisseeff
Vadime Elisseeff, né le 4 mai 1918 à Saint-Pétersbourg et mort le 29 janvier 2002, est un historien et un historien de l'art français, spécialiste de l'Extrême-Orient.

## Biographie

### Jeunesse et études
Il est le fils de Serge Elisseeff, premier occidental à avoir intégré l’université de Tokyo et éminent spécialiste de la littérature japonaise. Sa mère, Veira Eiche, est peintre.
Vadime obtient ses diplômes de chinois et de japonais à l’École nationale des langues orientales vivantes (futur INALCO), dont il préside l'Association des Anciens Élèves et Amis des Langues Orientales de 1976 à 1983.
Mort le 29 janvier 2002, Vadime était l’époux de Danielle Elisseeff, née Poisle en 1938, qu’il épouse en 1969. Ils ont alors 51 et 31 ans.

### Parcours professionnel
Il est nommé en 1941 attaché au musée Cernuschi auprès de René Grousset. En 1944, il travaille, en tant qu’attaché culturel, à l’ambassade de France en Chine. Il rapporte à son retour en 1946 la première grande exposition de peinture chinoise contemporaine au musée Cernuschi. Il est alors nommé conservateur-adjoint par René Grousset.
Parallèlement, il enseigne à l’École du Louvre l’archéologie et les arts de la Chine et du Japon jusqu’à son départ pour le Japon en 1949. Il y assume alors la charge de directeur de la Maison franco-japonaise de Tokyo et de l’Institut franco-japonais de Kyoto, puis celle de conseiller culturel de l’Ambassade de France.
En 1952, il hérite du poste de directeur du musée Cernuschi, laissé vacant à la suite du décès de René Grousset. Il reprend également sa chaire à l’École du Louvre, tout en enseignant l’histoire et la géographie de l’Extrême-Orient à l'École des langues orientales jusqu’en 1956.
Cofondateur du Centre de Documentation pour la Chine contemporaine en 1957, il en est également le premier directeur (1957-1959). Durant près de trente ans, il enseigna aussi à l’École pratique des hautes études l’art et l’archéologie d’Extrême-Orient. Il enseigne par ailleurs à l'Institut d'études politiques de Paris. Devenu Inspecteur général des musées de la ville, il obtient la direction du musée Guimet en 1982.
L’ensemble de ses travaux lui valut en 1983 d’obtenir le Grand Prix National d’Histoire. Toutefois, il obtint de nombreuses autres distinctions, et était notamment commandeur de la Légion d’honneur, officier des Arts et des Lettres et des Palmes académiques, officier du Soleil Levant et commandeur du Trésor Sacré du Japon, chevalier de l’ordre de la Couronne belge, grande médaille de Vermeil de la Ville de Paris.
Il est à noter que Vadime Elisseeff œuvra également beaucoup à l’Unesco. Membre fondateur du Conseil international des musées (ICOM) en 1946, il fut vice-président du comité culturel de la commission française de 1974 à 1990. De même, il présida la Commission Internationale pour l’étude intégrale des Routes de la Soie de 1990 à 1999.

## Distinctions
- Commandeur de la Légion d'honneur
- Officier de l'ordre des Palmes académiques
- Officier de l'ordre des Arts et des Lettres

## Publications
- Japon Immortel, Del Duca, Paris, 1954.
- Japon, Nagel, Paris, 1974.
- La civilisation japonaise, avec Danielle Elisseeff, Arthaud, collection "Grandes Civilisations", Paris, 1974.
- Le Bronze dans l'art japonais, le Bronze industriel René Loiseau, Paris, 1976.
- La civilisation de la Chine classique, avec Danielle Elisseeff, Arthaud, collection "Grandes Civilisations", Paris, 1979.
- L'art de l'ancien Japon, avec Danielle Elisseeff, Lucien Mazenod, collection "L'art et les grandes civilisations", L. Mazenod, Argenteuil, 1980.
- Nouvelles découvertes en Chine : l'histoire revue par l'archéologie, avec Danielle Elisseeff, Office du livre, 1983.
- The Silk Roads : Highways of Culture, Unesco, Paris, 1998.